# Gutierre Velázquez de Cuéllar
Gutierre Velázquez de Cuéllar (Cuéllar, siglo XV–1492) fue un noble, político y diplomático español al servicio de Juan II de Aragón, Juan II de Castilla, Enrique IV de Castilla y los Reyes Católicos.
Fue mayordomo mayor de la reina Isabel de Portugal, segunda esposa de Juan II de Castilla, y el padre Enrique Flórez señaló que la custodia de la «persona» y de la Casa de esa reina en Arévalo, donde vivió retirada en sus últimos años de vida, estuvieron en manos de este licenciado al igual que la tenencia del propio castillo de Arévalo.

## Biografía
Natural de Cuéllar, fue hijo de Fernán Velázquez de Cuéllar, Virrey de Sicilia, y de Inés Alfonso Gudiel. Estudió en la Universidad de Salamanca, siendo colegial de San Bartolomé, y más tarde catedrático de Vísperas de la misma universidad.
Fue canciller mayor de Juan II de Aragón, interviniendo activamente en los conflictos políticos que durante su reinado se llevaron a cabo entre Álvaro de Luna y los infantes de Aragón; entre ellos destaca el de embajador ante el rey en 1445, poco antes de la batalla de Olmedo. Poco antes de morir Juan de Navarra, fue nombrado del Consejo Real de Juan II de Castilla, ocupando la plaza dejada por sus hermanos Fortún y Juan. Al mismo tiempo fue nombrado mayordomo mayor, gobernador de su Casa y de su Consejo, de la reina Isabel de Portugal, mujer de Juan II.
Fue alcaide durante más de treinta años de las fortalezas de Arévalo, Soria, Trujillo y Madrigal de las Altas Torres, y en 1476 recibió el título de concertador de los privilegios y confirmaciones de Castilla, y finalmente, del Consejo Real de los Reyes Católicos. 
Contrajo matrimonio con Catalina França de Castro, menina, dama y camarera mayor al servicio de la reina Isabel de Portugal, hija de Juan França y Alarzón, caballero portugués, y tuvieron por hijos a:
1. Juan Velázquez de Cuéllar, contador mayor de Castilla y testamentario de la reina Isabel la Católica.[5]
2. Isabel Velázquez de Castro, dama de la reina Isabel; casada con Álvaro de Lugo, señor de Fuencastín y de Villalba del Adaja, padres de Gutierre Velázquez de Lugo, consejero de Indias.[7]
3. María Velázquez de Castro, dama de la reina Isabel; casada con Diego de Zúñiga y Palomeque, I señor de Flores de Ávila, progenitores de los marqueses de la misma denominación.
4. Constanza Velázquez, casada con Pedro de Herrera, hijo de los señores de Villantodrigo, Torregalindo y Macintos.
5. Berenguela Velázquez, religiosa en el monasterio de Nuestra Señora del Pino de Mata de Cuéllar.
6. Francisca Velázquez «la Velazquita», dama de la reina Leonor de Austria, mujer de Manuel I de Portugal.
7. Nicolasa Velázquez de Castro, casada con Francisco Minaya, padres de Francisco Velázquez Minaya.